# 池荣迪
16°02′S 28°51′E / 16.033°S 28.850°E
池榮迪邊境（Chirundu Border），簡稱池榮迪（Chirundu），是一個位於非洲，橫跨贊比亞和津巴布韋的邊境城鎮，中間有赞比西河把城鎮一分為二。池榮迪是南非洲的經濟命脈南北走廊上的重鎮。池榮迪大致可分為以下三部份：
- 池榮迪 (贊比亞)：位於赞比西河北岸，屬於贊比亞卢萨卡省的卡福埃；
  - 池榮迪石化森林
- 池榮迪 (津巴布韋)：位於赞比西河南岸，屬於津巴布韋西馬紹納蘭省的卡里巴；
- 池榮迪橋：連結南北兩岸，是贊比亞與津巴布韋兩個邊境的重要通道。